# Кривой (ручей, впадает в Белое море)
Кривой — ручей в России, протекает по территории Малошуйского городского поселения Онежского района Архангельской области. Длина ручья — 11 км.
Ручей берёт начало из болота без названия и далее течёт преимущественно в северном направлении по заболоченной местности.
Кривой в общей сложности имеет три малых притока суммарной длиной 15 км.
Устье ручья находится на Поморском берегу Онежской губы Белого моря.
Населённые пункты на ручье отсутствуют.
Код объекта в государственном водном реестре — 03010000212202000007558.